# Giảm tác hại của thuốc lá
Giảm tác hại của thuốc lá  là một chiến lược y tế cộng đồng nhằm giảm thiểu rủi ro sức khỏe cho cá nhân và xã hội rộng lớn hơn liên quan đến việc sử dụng các sản phẩm thuốc lá. Đó là một ví dụ về khái niệm giảm thiểu tác hại, một chiến lược để đối phó với việc sử dụng tất cả các loại thuốc. Giảm tác hại đề cập đến một loạt các chính sách, quy định và hành động thực dụng nhằm giảm thiểu rủi ro sức khỏe bằng cách cung cấp các dạng sản phẩm hoặc chất an toàn hơn hoặc khuyến khích các hành vi ít rủi ro hơn. Hút thuốc lá được thừa nhận rộng rãi là nguyên nhân hàng đầu gây ra bệnh tật và tử vong, và việc giảm hút thuốc lá là yếu tố sống còn đối với sức khỏe cộng đồng.
Ở các nước có thu nhập cao, tỷ lệ hút thuốc đã giảm phần lớn bằng cách giảm tỷ lệ hút thuốc ở những người trẻ tuổi hơn là cải thiện tỷ lệ bỏ thuốc ở những người hút thuốc lâu năm. Tuy nhiên, những người hút thuốc hiện nay sẽ phải đối mặt với bệnh tật và tử vong do hút thuốc.
Tuy nhiên, bản thân nicotine là chất gây nghiện nhưng không gây hại lắm, thể hiện qua lịch sử lâu dài của những người sử dụng các sản phẩm trị liệu thay thế nicotine một cách an toàn (ví dụ: kẹo cao su nicotine, miếng dán nicotine). Nicotine làm tăng nhịp tim và huyết áp và có một loạt các tác dụng kích thích cục bộ nhưng không gây ung thư. Không có nguyên nhân nào trong ba nguyên nhân chính gây tử vong do hút thuốc - ung thư phổi, COPD và bệnh tim mạch - chủ yếu do nicotin gây ra. Nguyên nhân chính khiến hút thuốc lá gây chết người là do hỗn hợp hóa chất độc hại trong khói từ quá trình đốt (cháy) thuốc lá. Các sản phẩm có thể cung cấp nicotine một cách hiệu quả và có thể chấp nhận được mà không có khói thuốc có khả năng ít gây hại hơn thuốc lá hút. Các biện pháp giảm tác hại của thuốc lá đã tập trung vào việc giảm hoặc loại bỏ việc sử dụng thuốc lá dễ cháy bằng cách chuyển sang các sản phẩm nicotine khác, bao gồm:
1. Cắt giảm (lâu dài hoặc trước khi bỏ thuốc lá)
2. Ngừng hút tạm thời
3. Chuyển sang các sản phẩm có chứa nicotine không phải thuốc lá, chẳng hạn như các liệu pháp thay thế nicotine trong dược phẩm hoặc các sản phẩm hiện tại (nói chung) chưa được cấp phép như thuốc lá điện tử
4. Chuyển sang các sản phẩm thuốc lá không khói như snus Thụy Điển
5. Chuyển sang các sản phẩm thuốc lá không cháy

Bỏ hút tất cả các sản phẩm thuốc lá một cách dứt khoát làm giảm rủi ro nhiều nhất. Tuy nhiên, việc bỏ thuốc là rất khó, và ngay cả những phương pháp cai thuốc lá đã được phê duyệt cũng có tỷ lệ thành công thấp. Ngoài ra, một số người hút thuốc có thể không thể hoặc không muốn tiết chế. Giảm tác hại có thể mang lại lợi ích đáng kể cho những người hút thuốc này và sức khỏe cộng đồng. Cung cấp các giải pháp thay thế giảm tác hại cho những người hút thuốc có khả năng làm giảm nguy cơ tổng dân số hơn là theo đuổi các chính sách ngừng hút hoàn toàn.